# Cindy Parlow
Cynthia Marie Parlow (* 8. Mai 1978 in Memphis, Tennessee) ist eine ehemalige US-amerikanische Fußballspielerin und heutige -trainerin. Sie wurde mit der Auswahl ihrer Heimat zweimal Olympiasiegerin (1996 und 2004) und einmal Weltmeisterin (1999), zudem gewann sie bei der Olympiade (2000) eine Silber- und beim Weltmeisterschaftsturnier (2003) eine Bronzemedaille.
Parlow spielte sowohl als Stürmerin als auch als offensive Mittelfeldspielerin.
1994 Parlow gehörte – ohne Einsatz – zum Kader der U-16-Auswahl der USA, ihre Karriere begann aber erst richtig, als 1995 ihre Collegezeit beim NCAA-Frauenfußball-Rekordmeister begann, den Tar Heels der Universität von North Carolina. Sie wurde zum besten Rookie des US-College-Frauenfußballs gewählt und am Ende des Jahres erstmals in den Kader der US-Auswahl der Damen berufen, für die sie 17-jährig am 14. Januar 1996 nicht nur zum ersten Einsatz kam, sondern auch ihre ersten beiden Länderspieltor erzielen konnte und sich so auf Anhieb als Ergänzungsspielerin in der Mannschaft etablieren konnte. Parlow wurde für den Olympiakader 1996 nominiert, im Turnier kam sie zweimal recht kurz als Einwechselspielerin zum Einsatz.
1996 bis 1998 konnte Parlow als Schlüsselspielerin der Tar Heels diese jeweils zur US-College-Meisterschaft führen und wurde dabei mehrfach ausgezeichnet, unter anderem zweimal mit der Hermann Trophy als beste Fußballspielerin eines US-Colleges, wurde in dieser Zeit auch Stammspielerin des US-Auswahl; so war sie auch 1999 bei der Weltmeisterschaft und 2000 beim olympischen Fußballturnier in jedem Spiel Starterin.
2001 wurde sie Profispielerin bei Atlanta Beat in der neu gegründeten WUSA, wo sie bis zum Untergang der Liga 2003 eine der Schlüsselspielerinnen blieb und zweimal das Endspiel um die Meisterschaft erreichen, wenn auch nicht gewinnen konnte.
Nach dem zweiten Olympiasieg 2004 beendete sie 2006 aus gesundheitlichen Gründen ihre Karriere; insgesamt konnte sie in 158 Spielen 75 Tore für die US-Auswahl erzielen. Im Februar 1999 spielte sie zudem aus Anlass der Auslosung der Gruppen der WM 1999 mit der Nationalmannschaft gegen eine FIFA-Weltauswahl. Das Spiel wird aber nicht als offizielles Länderspiel gezählt. Mit 23 Jahren und 56 Tagen war sie die jüngste US-Spielerin, die ihr 100. Länderspiel machte.
Parlow wurde im Dezember 2012 als erste Trainerin des neugegründeten NWSL-Franchises Portland Thorns FC vorgestellt. Im August 2013 gewann sie mit ihrer Mannschaft das NWSL-Finale gegen Western New York Flash und wurde daraufhin im Oktober 2013 für die Wahl zur Welttrainerin des Jahres nominiert. Aus privaten Gründen trat sie im Dezember überraschend als Trainerin der Thorns zurück, als ihr Nachfolger wurde Paul Riley vorgestellt.